# Центральний Машоналенд
Центральний Машоналенд (англ. Mashonaland Central Province) — провінція в Зімбабве. Адміністративний центр провінції — місто Біндура.

## Географія
Провінція Центральний Машоналенд знаходиться в північно-східній частині Зімбабве. Площа її становить 28 374 км². На півночі Центрального Машоналенд проходить державний кордон Зімбабве з Мозамбіком.

## Населення
За даними на 2013 рік чисельність населення складає 1 166 928 осіб. Етнічно жителі Центрального Машоналенду відносяться до народності шона.
 Динаміка чисельності населення провінції по роках: 
| 1982   | 1992   | 2002   | 2013    |
| ------ | ------ | ------ | ------- |
| 563407 | 835862 | 998265 | 1166928 |

## Адміністративний поділ

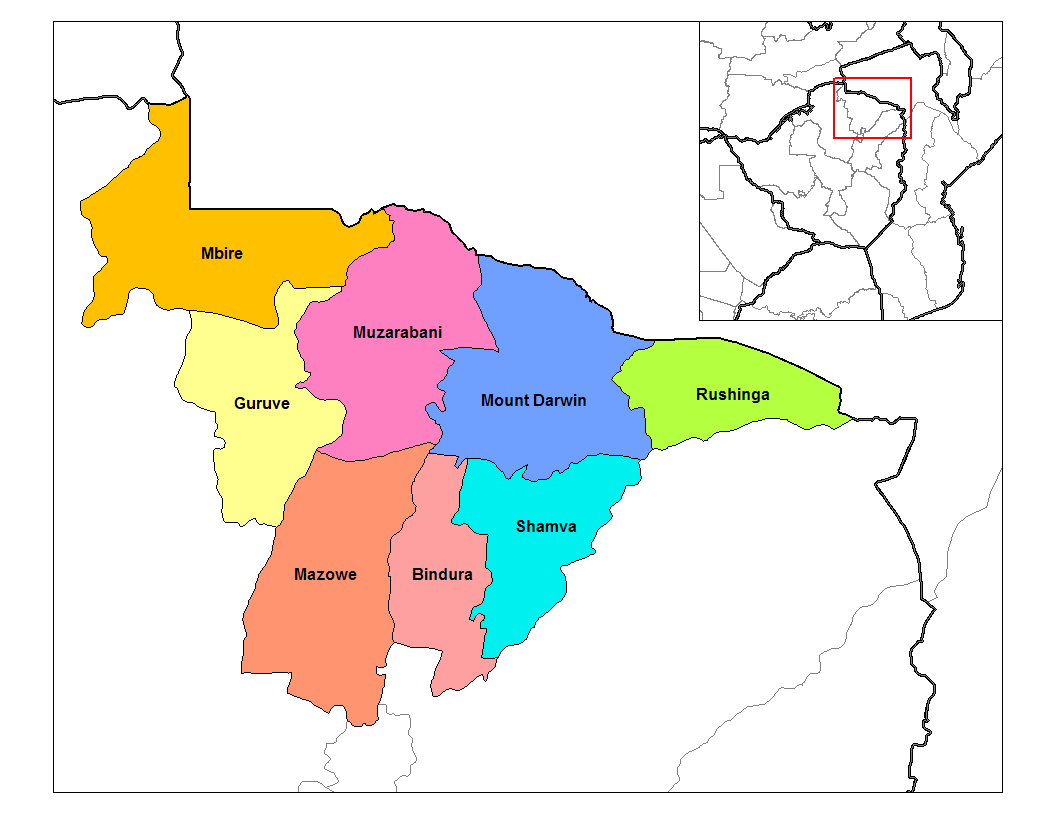
Райони провінції Центральний Машоналенд.

В адміністративному відношенні Центральний Машоналенд підрозділяється на 7 районів: Біндура, Центенері, Гуруве, Маунт-Дарвін, Рушінга, Шамва і Мазове.